# Confiscation du pouvoir par le clan Lü

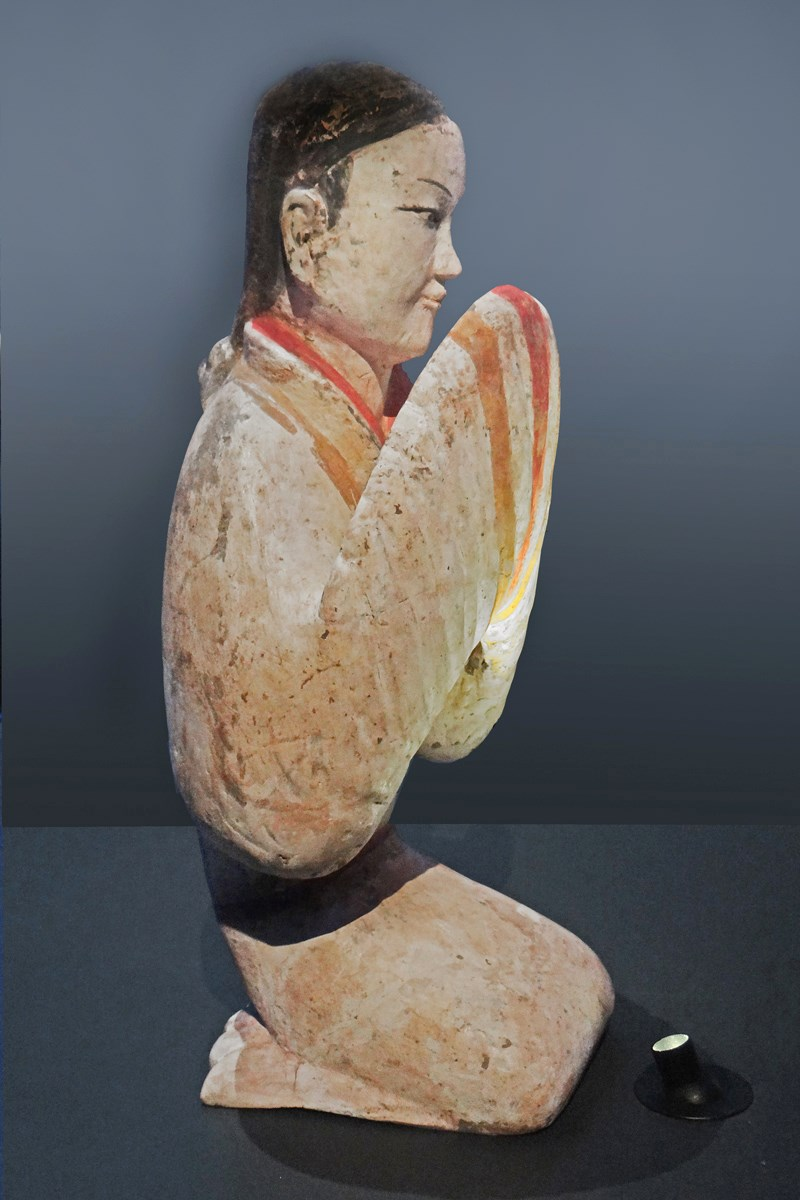
Statuette en céramique datant des Han occidentaux et provenant d'une tombe de Xianyang, dans la province du Shaanxi. Elle représente une femme assise et préposée à la cour, tenant sa robe.

La confiscation du pouvoir par le clan Lü (chinois traditionnel : 呂氏之亂), qui a lieu en 180 av. J.-C., est un épisode de la vie politique de la dynastie Han qui fait suite à la mort de l’impératrice douairière Lü Zhi. Ce décès provoque un bouleversement politique qui s’achève par le massacre du clan Lü, la déposition de l'empereur Han Hou Shaodi, un enfant qui n'était que la marionnette de Lü Zhi, et l’accession au trône de l’empereur Han Wendi.
Selon les sources qui l'utilisent, ce terme peut également englober la période où, suite à la mort de son fils, l'empereur Han Huidi (r. 195 - 188 av. J.-C.), l’impératrice Lü Zhi et ses proches dominent totalement la scène politique. Quelle que soit la période retenue, il convient de noter que Lü Zhi a déjà une grande influence sur la conduite des affaires politiques de l'empire du vivant de son fils, mais que la mort de ce dernier lui permet d'en prendre le contrôle total en faisant monter sur le trône de très jeunes enfants, totalement incapables de s'opposer à elle.

## Mort de l'empereur Huidi et régence de l'impératrice Lü Zhi
Lorsque l'empereur Han Huidi meurt durant l'automne de l'an 188 av. J.-C., son fils Liu Gong monte sur le trône et devient l'empereur Han Qian Shaodi. Cependant, il n'a d'empereur que le nom, car c'est la Grande impératrice douairière Lü Zhi, la mère de l'empereur Huidi, qui détient la réalité du pouvoir. Elle contrôle totalement la Cour impériale grâce au très jeune âge du nouvel empereur et à son statut de grande douairière.
En effet, chez les Han, lorsque l'empereur décède sans avoir désigné officiellement son successeur, c'est sa femme, l'Impératrice douairière, qui a le droit de choisir un des enfants en vie de son défunt époux ou un des membres de la famille proche de ce dernier, pour en faire le nouvel empereur. Si le nouvel empereur est mineur, c'est l'impératrice douairière qui devient la régente. La plupart du temps, même quand l'empereur atteint sa majorité et peut régner directement, il cherche souvent les conseils et l'approbation de l'impératrice douairière pour chacune de ses actions politiques, sachant que cette dernière peut invalider les décisions de l'empereur et les remplacer par les siennes. Étant la grand-mère de l'empereur, Lü Zhi a le statut de Grande Impératrice douairière, ce qui lui donne un statut social supérieur et des pouvoirs supérieurs à celui d'une "simple" douairière. Ce statut lui permet de gouverner à sa guise, sans rencontrer d'opposition et sans avoir à craindre que la veuve de son fils ne puisse faire quoi que ce soit contre elle.
Durant l'hiver de la même année, Lü cherche à donner à ses frères des titres de Princes, ce alors que son défunt mari, l'empereur Han Gaozu, a fixé comme règle que seuls les membres du clan impérial Liu peuvent recevoir le titre de roi ou de prince. La grande douairière ne peut ignorer l'existence de cette règle, puisqu'elle a elle-même contribué à la créer. Au sein de la Cour impériale, elle doit faire face à l'opposition de Wang Ling (王陵), le Ministre de la Droite, mais elle a le soutien de Chen Ping, le Ministre de la Gauche et de Zhou Bo (周勃), le Commandant en Chef des forces armées. Quand Wang réprimande Chen et Zhou en privé parce qu'ils veulent passer outre à la règle de Gaozu, ils lui répondent que leur soutien à la Grande douairière est nécessaire pour protéger l'empire et le clan Liu.
Pour mettre fin à ce conflit au sein de la Cour, la Grande Impératrice douairière Lü fait de Wang le Grand Tuteur (太傅, taifu) de l'Empereur. Le poste de Grand tuteur représente le rang social le plus haut de l'empire, mais ce rôle est plus considéré comme un honneur que comme un poste officiel à part entière. Officiellement, le Grand tuteur est chargé d'assister le jeune empereur en lui servant de guide moral et spirituel; mais en réalité, ce poste sert souvent à bloquer délibérément la carrière d'une personne, pour l’empêcher d’obtenir un poste plus important ou pour lui enlever tout pouvoir réel. Voyant parfaitement où Lü Zhi veut en venir, Wang refuse ce poste sous prétexte de maladie. Lü riposte en lui retirant son poste de Ministre et en l'exilant dans sa commanderie d'origine, qui est située près de l'actuelle ville de Baoding dans la province du Hebei. C'est Chen Ping qui devient le nouveau Ministre de la Droite, un poste plus prestigieux que son ancien ministère, pendant que Shen Yiji (審食其), le marquis de Piyang et amant de Chen, devient le nouveau Ministre de la Gauche.
Une fois débarrassée de son seul opposant, la Grande Impératrice douairière Lü est libre de faire des membres de son clan des Princes. Durant l'été de l'an 187 av. J.-C. sa fille, la Princesse Yuan de Lu, meurt. Elle fait de Zhang Yan (張偃), le fils de la Princesse, le nouveau Prince de Lu. Or, pendant le règne de Han Gaozu, Zhang Ao (張敖), qui est l'époux de la princesse Yan et le père de Zhang Yan, avait été élevé à la dignité de Prince de Zhao, avant de perdre son rang quand l'empereur a décidé que seuls les membres de son clan pouvaient devenir Roi ou Prince. En agissant ainsi, l'impératrice va directement à l'encontre des ordres de son défunt mari. De plus, quand Zhang Ao meurt à son tour en 182 av. J.-C., il retrouve à titre posthume son rang de prince.
Un mois plus tard, elle demande aux fonctionnaires de lui transmettre une pétition dans laquelle ils lui demanderaient officiellement de faire de son neveu Lü Tai (呂台) le Prince de Lü, en prenant une partie de la Principauté de Qi pour créer la nouvelle principauté. En 184 av. J.-C., elle leur transmet une demande semblable, pour faire de sa plus jeune sœur Lü Xu (呂須) la marquise de Lingguang; alors que le marquisat est réservé aux hommes. Au printemps 181 av. J.-C., Lü Tai meurt et c'est son fils Lü Chan (呂產) qui devient le nouveau Prince de Lü. La Grande Impératrice douairière Lü Zhi en profite pour faire de Chan le Prince de Liang, qui est une principauté bien plus importante que celle de Lü. Lü Chan accepte ce titre mais ne se rend pas dans sa nouvelle principauté. À la place, il reste à Chang'an, la capitale, et devient le Grand tuteur de l'empereur ainsi que l'assistant de Lü Zhi. Plus tard cette année-là, la Grande douairière fait de son neveu Lü Lu (呂祿) le nouveau Prince de Zhao et un autre fils de Lü Tai, Lü Tong (呂 通), devient le Prince de Yan.

## Mort de la Grande Impératrice douairière Lü
À l'été de l'an 180 av. J.-C., la Grande Impératrice douairière Lü meurt. Peu de temps avant son décès, elle place Lü Lu et Lü Chan à la tête des gardes impériaux, Lü Lu devenant le chef de la division Nord, la plus puissante des deux, et Lü Chan chef de la division Sud. Elle leur confie également le gouvernement. Après sa mort, des rumeurs se répandent, selon lesquelles le clan Lü serait en train de planifier un coup d'état pour renverser la dynastie Han et prendre le pouvoir. Liu Zhang, le marquis de Zhuxu et petit-fils de l'empereur Han Gaozu, est mis au courant de ce plan par son fils aîné Liu Fei (劉肥). Fei est l'époux d'une des filles de Lü Lu et c'est grâce à elle qu'il aurait appris l'existence de ce plan. Liu Zhang se met immédiatement à planifier une rébellion avec l'aide de son frère cadet Liu Xingju, le marquis de Dongmou, et de leur frère aîné Liu Xiang, le prince de Qi. Selon leur plan, Liu Xiang prendrait la tête des forces armées de la principauté de Qi pour marcher sur la capitale, tandis que Liu Zhang et Liu Xingju persuaderaient les gardes impériaux de se lever contre les Lü. S'ils réussissent, ils prévoient de faire de Liu Xiang le nouvel empereur.

## Coup d'état et destruction totale du clan Lü
Finalement, rien ne se déroule comme prévu. À l'automne de l'an 180 av. J.-C., Liu Xiang lance effectivement une campagne militaire avec ses propres troupes, renforcées de soldats venant de la Principauté de Langye. Lorsqu'il apprend la nouvelle, Lü Chan envoie Guan Ying (灌嬰), le marquis de Yingyin, attaquer l'armée de Qi. Mais Guan ne veut pas combattre les Qi, car ce sont des Lü qu'il se méfie le plus. Au lieu d'engager le combat, il réussit à négocier un armistice secret avec Liu Xiang. En conséquence, les deux armées s'arrêtèrent à une certaine distance l'une de l'autre.
À ce moment-là, les membres du clan Lü sont prêts à prendre le pouvoir, mais ils ne passent pas à l'acte car ils craignent les réactions de Zhou Bo, Liu Zhang et des Principautés de Qi et Chu. Tandis que qu'une crise commence à la capitale, une nouvelle conspiration prend forme, dont les principaux organisateurs sont:
- Liu Zhang
- Liu Xingju
- Zhou Bo (qui, malgré son titre de commandant des forces armées, n'a pas réellement le contrôle des troupes de la capitale)
- Chen Ping (qui, en dépit de son titre de Chancelier n'a pas le contrôle effectif du gouvernement)
- Guan Ying
- Cao Qu (曹窟), le marquis de Pingyang et fils de Cao Can (曹參), un défunt Premier ministre
- Li Ji (酈寄), le fils de Li Shang, le marquis de Quzhou et le meilleur ami de Lü Lu. Selon certaines sources, Zhou et Chen l'auraient forcé à coopérer en kidnappant son père, mais il est difficile de savoir si c'est réellement le cas
- Ji Tong (紀 通), le marquis de Xiangping
- Liu Jie (劉揭), un des ministres du gouvernement

Les conspirateurs commencent par essayer de convaincre le clan Lü d'abandonner le pouvoir volontairement, en envoyant Li Ji essayer de persuader Lü Lu que la meilleure chose que lui et Lü Chan peuvent faire est de retourner dans leurs principautés et de remettre le pouvoir à Zhou et Chen. Lü Lu accepte, mais n'arrive pas à convaincre les aînés du clan Lü.
Les conspirateurs prennent alors des mesures drastiques. Ji Tong fabrique un faux édit impérial, ordonnant que la division nord des gardes impériaux passe sous le commandement de Zhou Bo. Quand l'édit arrive au camp de la division nord, Li Ji et Liu Jie persuadent Lü Lu que l'édit est authentique et qu'il doit obéir. Lü accepte et laisse le commandement à Zhou qui, après avoir exigé des gardes qu'ils jurent fidélité au clan impérial Liu, prend le contrôle de la division du nord.
Les conspirateurs prennent ensuite des mesures contre Lü Chan, qui n'est pas au courant du tour que prennent les événements. Pendant que Chan tente d'entrer dans le palais impérial (Selon les conspirateurs, il essayait alors de prendre le pouvoir), Liu Zhang et Cao Qu prennent le contrôle des portes du palais et enferment Lü Chan ainsi que ses gardes dans la cour. Zhou Bo envoie quelques soldats à Liu Zhang, qui attaque les gardes de Lü Chan et tue ce dernier dans la bataille. Dans les jours qui suivent la mort de Lü Chan, tous les membres du clan Lü sont abattus jusqu'au dernier.

## Accession au trône de l'empereur Han Wendi
Dans un premier temps, les conspirateurs expliquent à la Cour impériale qu'ils ont agi pour protéger l'empereur Han Hou Shaodi contre les Lü ; mais une fois ces derniers exterminés, ils changent de discours. Selon eux, ni l'empereur ni ses frères ne sont réellement les fils de l'empereur Huidi et qu'il s'agit d'enfants volés que l'impératrice Zhang Yan, l'épouse de Huidi, a adoptés à l'instigation de l'impératrice douairière Lü. Ils expliquent également qu'ils sont préoccupés par le fait que lorsque l'empereur Houshao et ses frères vont grandir, ils risquent de déclencher des représailles. la Cour prend alors la résolution de déposer l'empereur Hou Shaodi et d'inviter un prince impérial, non affilié à l'empereur Huidi, à devenir le nouvel empereur.
Toute la question est alors de savoir à qui donner le trône. Au début, il semble que le trône va revenir à Liu Xiang, qui est le plus âgé des petits-fils de l'empereur Gaozu et le fils du fils aîné dudit empereur. Cependant, la plupart des responsables importants sont en désaccord avec cette candidature, car Si Jun (駟均), l'oncle de Liu Xiang, est un homme puissant et ambitieux et si son neveu accède au trône, le clan Si risque fort de confisquer le pouvoir de la même manière que le clan Lü. Un consensus se forme autour du plus âgé des fils de l'empereur Gaodi à être encore en vie, le prince Liu Heng de Dai, alors âgé de 23 ans. Le choix se fixe sur lui, car il est connu pour être d'une grande piété filiale et tolérant. De plus, sa mère, Dame Bo, est connue pour avoir un esprit noble. Une fois leur décision prise, les responsables de la Cour envoient secrètement des messagers au prince Heng, où ils l'invitent à être le nouvel empereur.
Lorsqu'ils reçoivent ces messages, les conseillers du Prince Heng sont extrêmement suspicieux. Ils pensent que le clan Lü a été massacré sans raisons valables et que les membres de la Cour cherchent à mettre le Prince Heng sur le trône pour en faire leur marionnette et diriger l'empire à travers lui. Toutefois, l'un de ces conseillers, nommé Song Chang (宋昌), a une opinion différente. Il pense que le peuple soutient la dynastie Han et ne tolérera pas une telle prise de contrôle. De plus, selon Chang, il y a beaucoup d'autres principautés à l'extérieur de la capitale, ce qui met les membres de la Cour dans l'incapacité d'usurper le pouvoir impérial, même s'ils le désiraient. Toujours hésitant, le prince Heng envoie son oncle Bo Zhao (薄昭) à la capitale pour rencontrer Zhou, qui lui garantit que les membres de la Cour et les Hauts Fonctionnaires sont sincères. Bo les croit et exhorte le prince Heng à accepter l'offre.
Convaincu, le Prince Heng se dirige vers Chang'an pour monter sur le trône. Le soir de son arrivée, lors d'une cérémonie à la mission Dai qui est située dans la capitale, les fonctionnaires, dirigés par Chen, offrent le trône au prince Heng. Symboliquement, ce dernier décline l'offre quatre fois avant d'accepter le trône, devenant ainsi l'empereur Han Wendi. Cette même nuit, Liu Xingju chasse l'empereur Hou Shaodi du palais impérial, et les fonctionnaires accueillent l'empereur Wendi au palais en grande pompe.

## Impact
Han Wendi et ses successeurs ont su tirer les leçons de cette période et ce quelles qu'aient été les réelles intentions des membres du clan Lü. À partir de cette date, le pouvoir repose véritablement sur les épaules de l'empereur et le destin du clan Lü sert d'avertissement aux familles des impératrices qui seraient tentées d'accumuler du pouvoir; ainsi qu'aux empereurs qui seraient tenté de laisser faire leurs épouses. Plus important encore, l'empereur Wendi va se révéler être un dirigeant efficace, économe, travailleur et bienveillant; au point que les règnes de l'empereur Han Wendi et de son fils l'empereur Han Jingdi sont généralement considérés comme un des âges d'or de l'histoire chinoise.